# Choeromorpha albofasciata
Choeromorpha albofasciata là một loài bọ cánh cứng trong họ Cerambycidae.